# Evans Peak, British Columbia
Evans Peak är en bergstopp i Kanada.   Den ligger i provinsen British Columbia, i den södra delen av landet, 3 500 km väster om huvudstaden Ottawa. Toppen på Evans Peak är 1 132 meter över havet.
Terrängen runt Evans Peak är bergig åt nordost, men åt sydväst är den kuperad.Närmaste större samhälle är Maple Ridge, 15,1 km sydväst om Evans Peak.
I omgivningarna runt Evans Peak växer i huvudsak barrskog. Runt Evans Peak är det ganska tätbefolkat, med 222 invånare per kvadratkilometer.